# Liste der Monuments historiques in Mervent
Die Liste der Monuments historiques in Mervent führt die Monuments historiques in der französischen Gemeinde Mervent auf.

## Liste der Bauwerke
| Bezeichnung              | Beschreibung | Standort | Kennzeichnung | Schutzstatus | Datum | Bild           |
| ------------------------ | ------------ | -------- | ------------- | ------------ | ----- | -------------- |
| Château de la Citardière |              | (Lage)   | PA00110167    | Classé       | 1989  | weitere Bilder |
| Logis de la Cornelière   |              | (Lage)   | PA85000002    | Inscrit      | 1996  |                |
| Vieux pont des Ouillères |              | (Lage)   | PA00110168    | Classé       | 1910  |                |

## Liste der Objekte
- Monuments historiques (Objekte) in Mervent in der Base Palissy des französischen Kultusministeriums